# Saint-Gaudens National Historical Park

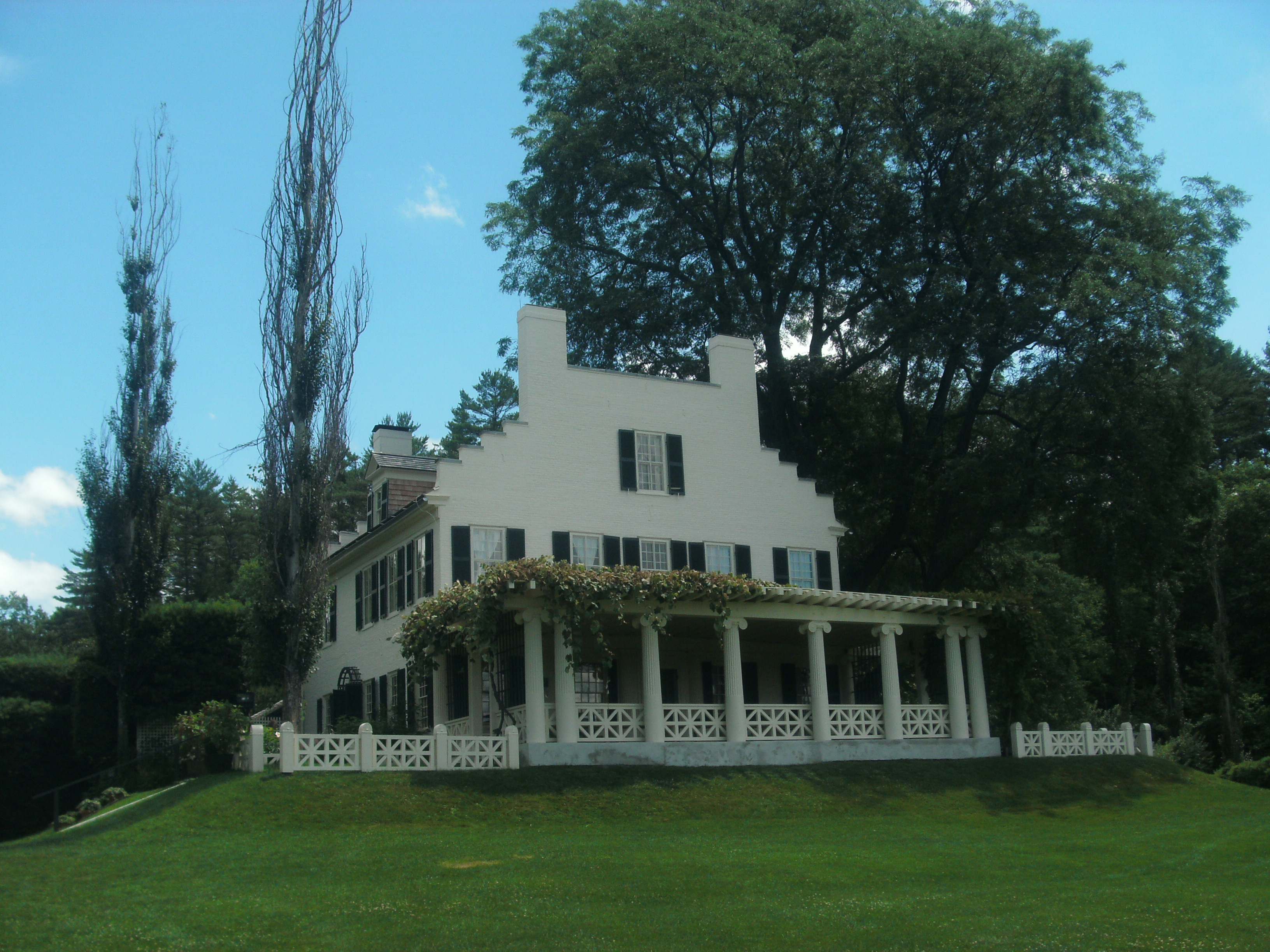
„Aspet“, das Wohnhaus Saint-Gaudens’

Saint-Gaudens National Historical Park ist eine Gedenkstätte des National Park Service in New Hampshire, die an das Werk und Leben des Bildhauers Augustus Saint-Gaudens erinnert.

## Geschichte

Relief-Portrait Charles Cotesworth Beaman 1894

Saint-Gaudens erster Sommer in Cornish 1885

Der National Historical Park umfasst das Wohnhaus, die Gärten und verschiedene Ateliers des bedeutenden amerikanischen Bildhauers Augustus Saint-Gaudens (1848–1907).
Augustus Saint-Gaudens kam erstmals 1885 nach Cornish. Von seinem Freund und Anwalt Charles C. Beaman mietete er für den Sommer ein altes Gasthaus. Er passte das Gebäude seinen Bedürfnissen an und wandelte einen Heuschuppen in ein Atelier um.
Saint-Gaudens begann den Ort mehr und mehr zu schätzen und kaufte das Anwesen schließlich 1891. Für das Haus und 80 acres Land zahlte er $2,400 an Beaman, mit dem Versprechen ein Relief-Portrait diesem zu erstellen. Die Familie verbrachte bis 1900 weiterhin die Sommermonate dort. Nach 1900 wurde es ihr ganzjähriger Wohnsitz. Saint-Gaudens nannte das Anwesen „Aspet“ nach dem Geburtsort seines Vaters in Frankreich. Über die Jahre hinweg veränderte er das Gelände mit der Anlage von Gärten, Hecken, Erholungsflächen, einschließlich eines Badeteichs, Bowling-Rasens und 9-Loch-Golfkurses. Das Haus, etwa um 1800 erbaut, wurde völlig umgestaltet; der Haupthalle wurde eine würdevolle, geschwungene Treppe hinzugefügt und es wurden neue Schlafräume, ein Sonnenzimmer, Dachfenster und eine breite, säulenbestandene Veranda geschaffen.
Als Saint-Gaudens’ Bekanntheit wuchs und er zunehmend Aufträge erhielt, baute Saint-Gaudens ein großes Atelier, in dem seine Assistenten arbeiten konnten. Saint-Gaudens’ Rolle wurde zu der eines „leitenden Produzenten“, der das Konzept und das ursprüngliche Modell für eine Skulptur entwarf und dann seine Mitarbeiter anwies, die Arbeit fertigzustellen.

Saint-Gaudens Haus und Atelier in Cornish 1906

1904 vernichtete ein Brand im großen Atelier die Korrespondenz des Bildhauers, seine Skizzenblöcke und viele Werke, die noch im Entstehen waren. Schnell wurde eine überarbeitete Konstruktion mit dem Namen „Studio of the Caryatids“ erbaut, aber auch dieses brannte 1944 nieder.
Viele bekannte Künstler folgten Saint-Gaudens nach Cornish und bildeten dort die „Cornish Colony“. Dazu gehörten die Maler Maxfield Parrish, Thomas Dewing, George de Forest Bush, Lucia Fuller und Kenyon Cox, der Dramaturg Percy MacKaye (der 1909 das Maskenspiel „Saint Gaudens Masque-Prologue“ schrieb), der amerikanische Romanschriftsteller Winston Churchill, der Architekt Charles A. Platt und die Bildhauer Paul Manship, Herbert Adams und Louis St.-Gaudens (Augustus’ Bruder). Diese Künstler bildeten eine dynamische soziale Umgebung, in deren Zentrum Augustus Saint-Gaudens stand.
1905 produzierten die Mitglieder der Künstler-Kolonie vor Ort das Theaterstück „A Masque of Ours: The Gods and the Golden Bowl“, um Saint-Gaudens’ 25. Jahr in Cornish zu feiern. Die Bühne in der Form eines griechischen Tempels wurde später aus Marmor nachgebaut und ist nun die letzte Ruhestätte für Saint-Gaudens und seine Familie.
Nach Saint-Gaudens’ Tod am 3. August 1907 verbrachten seine Frau Augusta und ihr Sohn Homer weiterhin die Sommer in Aspet. Die Künstlerkolonie zerstreute sich allmählich. 1919 gründeten sie das „Saint-Gaudens Memorial“, eine Organisation, die sich der Erhaltung des Ortes als historisches Zeugnis widmet. Im Jahr 1965 stiftete das Saint-Gaudens Memorial den Besitz dem National Park Service.
Der Ort wurde unter dem Namen Augustus Saint-Gaudens Memorial am 13. Juni 1962 als National Historic Landmark geschützt. Am 31. August 1964 erfolgte die Einrichtung einer National Historic Site (NHS) auf Beschluss des Präsidenten der USA und Gesetzgebung des Kongresses im Folgejahr, diese wurde am 30. Mai 1977 eröffnet. In den folgenden Jahrzehnten bis 2000 wurde der Bereich der NHS noch mehrfach erweitert um anliegende Gebiete und die Historic Site wurde zusätzlich zum Historic District. Im Oktober 2013 wurde der Historic District erweitert. Im März 2019 erklärte der 116. Kongress der Vereinigten Staaten die Stätte zu einem National Historical Park.

## Saint-Gaudens heute
Auf dem Gelände und in den Gebäuden des Parks sind insgesamt über 100 Kopien und Originale verschiedener Werke Saint-Gaudens’ ausgestellt. Das mit originaler Ausstattung erhaltene Wohnhaus kann ebenso wie mehrere Ateliers besichtigt werden. Ein Besucherzentrum steht für Auskünfte offen und zeigt auf Anfrage einen Videofilm über das Leben des Künstlers. Ein Wanderweg führt durch angrenzende Waldgebiete.